# Меморіальний будинок-музей Андрія Коцки
Меморіальний будинок-музей Андрія Коцки — музейний заклад художньо-меморіального спрямування, відділ Закарпатського обласного краєзнавчого музею імені Тиводара Легоцького, експозиція музею присвячена особі та творчості українського художника Андрія Коцки (1911—1987). Відкритий для відвідувачів 18 травня 1990 року у будинку на вулиці Вінничній, 20 в Ужгороді.

## Історія створення
Будинок у стилі чехословацького конструктивізму із 1945 року був спільною творчою майстернею двох видатних закарпатських митців — народних художників України Андрія Коцки (1911—1987) та Василя Свиди (1913—1989). У 1952 році Андрій Коцка з родиною оселився в цьому будинку-майстерні, а власне житло на іншій вулиці передав Василю Свиді. Андрій Коцка мешкав і творив у цьому будинку до самої смерті у 1987 році.
Меморіальний музей Андрія Коцки як відділ Закарпатського обласного краєзнавчого музею імені Тиводара Легоцького відкритий 18 травня 1990 року. Творчий доробок митця, його бібліотеку та архів, особисті речі художника передавала у фонд музею сестра художника — Ганна Коцка.

## Експозиція
Будівля складається з шести кімнат на першому і цокольному поверхах. Для відвідувачів відкриті житлова кімната, майстерня та сад художника. Експозиція, в який представлений життєвий і творчий шлях митця, розташована у житловій кімнаті, інтер'єр якої відтворює 1930—1940 роки — той період, коли відбувалося становлення Андрія Коцки, як художника. Майстерня художника — це простора кімната-студія, де народжувалися живописні роботи Коцки. У майстерні знаходиться мольберт з недописаною картиною, годинник, що зупинився у той же день, коли не стало митця, величезний стелаж із книгами багатьма мовами, скрипка у футлярі, на якій любив грати художник, дерев'яний верстат для виготовлення рам. Окрасою будинку-музею є невеликий, але мальовничий сад, в який можна вийти з майстерні. У саду ростуть плодові дерева і кущі, рідкісні декоративні види європейської та місцевої флори.
Мистецька складова фондів меморіального будинку-музею налічує декілька сотень живописних робіт, близько трьох тисяч графічних творів та ескізів Андрія Коцки.